# Guns for Hands
Guns for Hands – drugi singel amerykańskiego duetu muzycznego Twenty One Pilots z albumu Vessel (2013), wydany 26 grudnia 2012 roku przez Fueled by Ramen. Piosenka została napisana przez Tylera Josepha.

## O utworze
Utwór jest utrzymany w koncepcji rocka alternatywnego oraz indie popu z elementami hip hopu i electropopu. Utwór ukazał się też w nieco innej wersji na wcześniejszym albumie grupy – Regional at Best (2011).

## Teledysk
Teledysk do singla jest nieco dłuższy niż sam utwór. Zaczyna się on momentem, kiedy duet jest ubrany w maski. Potem oni grają w tym samym pomieszczeniu, w którym zaczęła się akcja teledysku. Tyler Joseph śpiewa i gra na pianinie, a Josh Dun gra na perkusji. W teledysku pojawia się też moment, w którym Joseph i Dun obklejają swoje twarze taśmami (Tyler granatową, a Josh – czerwoną).

## Lista utworów

### Digital download / stream
- Guns for Hands – 4:33

### EP
- Guns for Hands – 4:33
- Forest – 4:06

## Twórcy utworu

### Twenty One Pilots
- Tyler Joseph – wokal, pianino, syntezatory, gitara basowa, gitara, programowanie
- Josh Dun – perkusja, instrumenty perkusyjne, chórki

### Pozostali twórcy
- Greg Wells – syntezatory, programowanie